# Aššur (Gottheit)

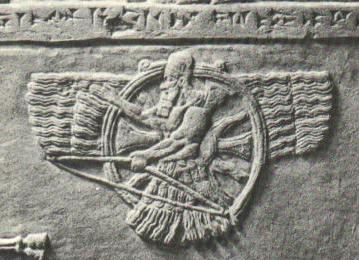
Symbol des Gottes Aššur

Aššur (Keilschrift:   dAš-šur, akkadisch/assyrisch Aschschur) war zuerst Stadtgott von Aššur und später Reichsgott des assyrischen Reiches (ilu aššurû).

## Name
A-šur oder Aš-su3r, neo-assyrisch oft abgekürzt als Aš, auch An-ša3r, an-šár, altbabylonisch A-usar. Beinamen sind unter anderem bêlu rabû (großer Herr), ab ilâni (Vater der Götter), šadû rabû (Großer Berg), Enlil der Götter und ilu aššurû (Gott von Aššur). In altassyrischer Zeit wird er oft nur als bēlī oder ilum/ilī bezeichnet.

## Familie
Aššur galt als der Gatte der Ninlil, die später auch mit Ištar gleichgesetzt wurde. In Neuassyrischer Zeit gilt Aššur jedoch auch als der Vater der Ištar. Šeruʿa war in neuassyrischer Zeit seine Tochter oder Gattin, in nachassyrischer Zeit wurde Šeruʿa als seine Gattin verehrt. Seit Šarru-kīn II. galt Zababa (Ninurta) als Sohn von Aššur, wie durch eine Orakelanfrage bestätigt wurde
Auch Šulmanu war ein Sohn Aššurs.

## Ikonografie

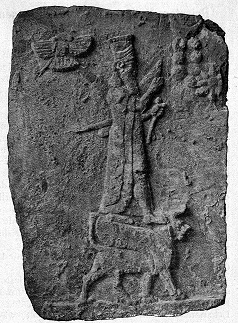
Aššur auf einem geflügelten Stier (Ausgrabungen aus Assur)

Die Wildziege gilt als heiliges Tier des Gottes Aššur, sie wird durch Hornzapfen dargestellt.
Solche Hornzapfen finden sich zum Beispiel im Palast von Aššur-nâṣir-apli II. und auf den Toren von Balawat im Palast von Šulmanu-ašared III. Assur steht meist auf einem geflügelten Löwen mit Hörnern und Skorpionschwanz (abūbu), auch Löwendrache genannt, der sonst Ninurta zugeordnet ist.
Die altassyrischen Attribute von Assur sind patru und šugariaū, die Bedeutung der Termini ist jedoch unklar, vielleicht ist mit patru ein eiserner Dolch gemeint. In Neu-Assyrischer Zeit ist vor allem die Waffe (kakru) des Assur von Bedeutung, die als solche auch allein verehrt wurde und in Eidesformeln Erwähnung findet. Vermutlich wurde sie auch auf Feldzügen mitgeführt, analog dem Šuri des urartäischen Gottes Ḫaldi.
In mittelassyrischer Zeit wird der Gott meist mit einem Federpolos dargestellt. Auf neu-assyrischen Reliefs wird Aššur als Bogenschütze mit einer Hörnerkrone in einer Flügelsonne dargestellt, die ursprünglich Symbol des Sonnengottes Šamaš war.
Die These einer anikonischen Verehrung des Aššur gilt als überholt, da Texte eine Kultstatue erwähnen, auch wenn bisher keine solche gefunden wurde.

## Tempel
Aššur hatte nur in Aššur einen Tempel, für dessen Versorgung die Provinzen in einem festen Schema reihum zuständig waren. Aššur bewohnt den Ešarra und den Éḫursagkurkurra (É-ḫur-sag-kur-kur-a, „Berghaus der Länder“). Im Ešarra zelebrierte der assyrische Herrscher das Neujahrsfest. Als Salmānu-ašarēd I. den Éḫursagkurkurra wieder aufbaute, deponierte er Edelsteine, Silber, Gold, Eisen, Kupfer, Zinn und wohlriechende Kräuter in den Fundamenten. Der Ešarra besaß auch Kultbezirke für seine Gattin Ninlil.
Tukultī-Ninurta I. erbaute einen Aššur-Tempel in Kār-Tukulti-Ninurta, dies wurde jedoch anscheinend als Sakrileg empfunden und der Tempel nach der Ermordung seines Erbauers wieder aufgelassen.
Der Tempel Ešarra in Aššur mit dem zentralen Heiligtum Éḫursagkurkurra wurde durch die Deutsche Orientgesellschaft ab 1903 ausgegraben.

## Kult
Hymnen auf Aššur sind von Tukulti-Ninurta I. und Aššur-bāni-apli überliefert. Aššur ist demnach der gewaltige Gott, der die Schicksale bestimmt, allwissend und überaus stark. Auch Hymnen auf andere Götter, wie Ninurta, Enlil, Marduk und Ea, wurden auf Aššur übertragen.

## Ursprung
Da Assur später auch den-lil von Aššur genannt wird, war er vielleicht ursprünglich ein Erd- oder Berggott, dafür spricht auch seine Verehrung im É-ḫur-sag-kur-kur-a und der Beiname šadû rabû (Großer Berg). Er kann der Gott des Berges Ebih südöstlich des Tigris (Ǧabal Maḫul oder Ǧabal Ḫamrin) gewesen sein. Ein Tempel stand auf dem Berge Ebiḫ. Der Berg ist reich an Wildziegen und anderen wilden Tieren. MacKenzie vertrat auf Grund allgemeiner Erwägungen die Ansicht, Aššur sei ursprünglich ein Fruchtbarkeitsgott gewesen, dafür finden sich aber wenig überzeugende Hinweise.
Im Laufe der Zeit wurden Aššur Mythen und Attribute anderer Hochgötter zugeschrieben, insbesondere von Ninurta und später Marduk.

## Geschichte

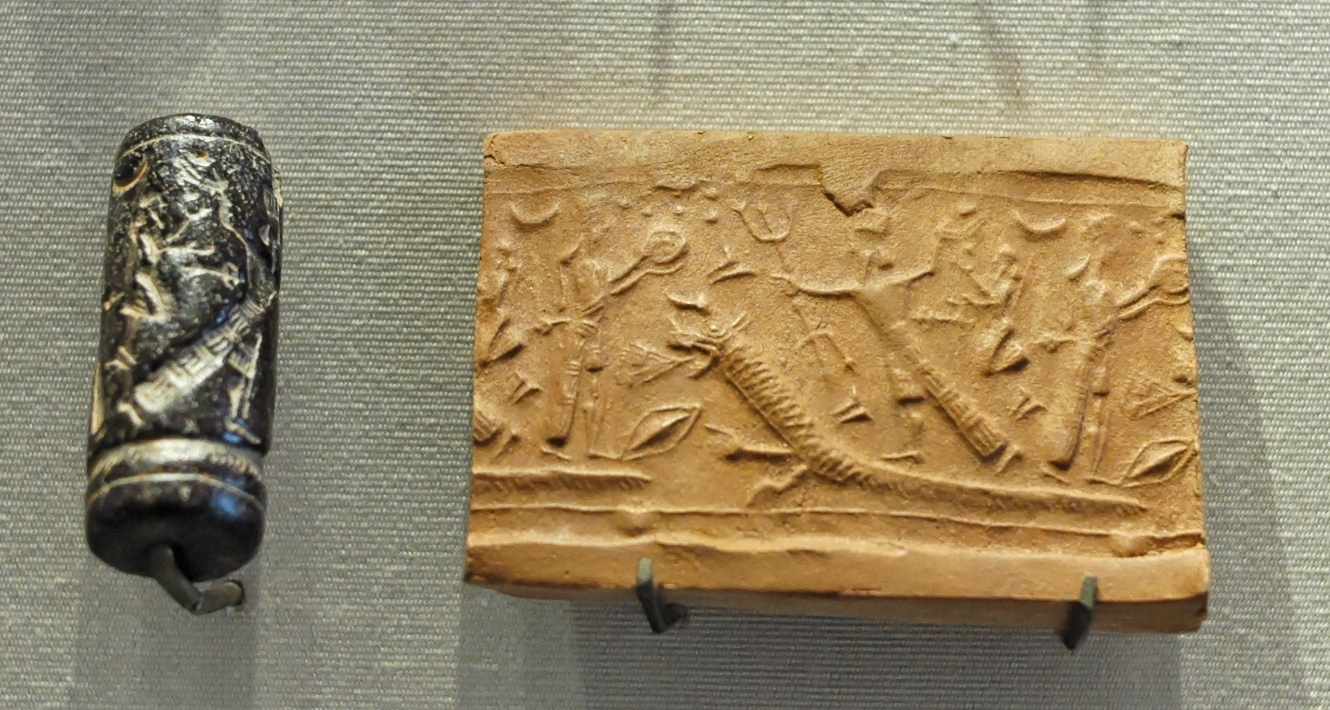
Neuassyrisches Rollsiegel mit einer Darstellung des Aššur, Louvre

Der Name Aššur ist von der Ur-III-Zeit bis in parthische Zeit belegt. Der Gott Aššur war die Verkörperung der Stadt Aššur. In Neuassyrischer Zeit wurde Aššur der Reichsgott des assyrischen Reiches. Er galt nun als Verkörperung von Enlil und Šamaš.
In Neuassyrischer Zeit nimmt Aššur in assyrisch religiösen und literarischen Quellen den Platz des babylonischen Hauptgottes Marduk ein.
Nach einer Zeit, in der Aššur nicht mehr in den Quellen auftaucht, wird Aššur in parthischer Zeit bis ins 3. Jahrhundert n. Chr. wieder verehrt. Auch in Uruk befand sich bis in persische Zeit ein Anšar-Tempel. Aššur war auch im hethitischen Pantheon vertreten.
Aššur wird auch in urartäischen Inschriften seit der Regierung von Rusa Erimenaḫi erwähnt (Stele von Gövelek). Çilingiroğlu macht deportierte Assyrer für die Einführung seines Kultes verantwortlich.